# Godefroy de Looz de Heinsberg
 (novembre 2019).
Si vous disposez d'ouvrages ou d'articles de référence ou si vous connaissez des sites web de qualité traitant du thème abordé ici, merci de compléter l'article en donnant les références utiles à sa vérifiabilité et en les liant à la section « Notes et références ».
Godefroy de Looz de Heinsberg, seigneur de Millen, né vers 1320 et mort le 16 octobre 1342, est le dernier descendant des comtes de Looz-Heinsberg.

## Biographie
Il épousa sa cousine germaine Mathilde de Gueldre (1325–1384), la deuxième fille du comte Renaud II de Gueldre et Sophia Berthout, le 1er novembre 1336. Elle se remariera deux fois après son décès.
Ayant participé à la Guerre de succession de Looz en tant que chevalier, en 1339, Godefroy a détruit cinq villages ou fermes appartenant au chapitre des princes-évêques de Liège. Cependant, en octobre 1342, il mourut lors d'une bataille en Prusse. Il a été enterré le 16 octobre 1342 dans le monastère des Frères Mineurs de Malines.
Godefroy de Looz de Heinsberg est le seul fils de Thierry de Heinsberg et Cunégonde de La Marck.
Après sa mort sans enfant, son père, comte de Looz (mort en 1361), donne la possibilité aux princes-évêques de Liège de rattacher Looz à la principauté.